# Террі Томас
Террі Рікардо Томас (англ. Terry Ricardo Thomas, нар. 1 травня 1997) — ямайський легкоатлет, який спеціалізується в спринтерських дисциплінах, призер чемпіонатів світу.
На чемпіонаті світу-2019 здобув «срібло» в чоловічій естафеті 4×400 метрів.